# Ведмедеря Валерій Йосипович

В. І. Ведмедеря (у білому халаті, другий зліва) разом з юннатами.

В Музеї природи. В. Й. Ведмедеря перший зліва.

Під час доповіді на кафедрі зоології.

З тваринами та половецькою бабою на подвір'ї Музею природи

Ведмедеря Валерій Йосипович (5 березня 1946, Великі Мости — 19 червня 2008, Харків) — український зоолог, герпетолог, куратор герпетологічної колекції Музею природи Харківського національного університету, популяризатор науки, засновник гуртка тераріумістики «Turanomolge» в м. Харків.

## Життєпис
Народився 5 березня 1946, Великі Мости, Львівська область. В 1949 р. сім'я переїхала у м. Харків. У 1961 році почав працювати в Музеї природи ХНУ, спочатку неофіційно, як волонтер. У 1964 році поступив на біологічний факультет Харківського національного університету імені В. Н. Каразіна, одночасно працював лаборантом на кафедрі зоології. У 1967 офіційно працевлаштований у Музеї на посаді препаратора, бере на себе систематизацію та поповнення колекцій рептилій та амфібій, з 1969 — також і риб. З 1972 — бібліотекар Музею.
У 1968 році засновує при Музеї гурток юннатів, у 1969 — гурток терариумістів «Turanomolge menzbieri» названий на честь загадкового виду хвостатих амфібій з Центральної Азії. Почесний лектор товариства «Знання».
Брав участь у експедиціях до Середньої Азії (1974, 1979), Грузії, Карачаєво-Черкесії, Азербайджану (1975), Південного та Східного Казахстану (1984). Самостійно або разом з юннатами та колегами екскурсував та збирав колекції у Дагестані (1965, 1969), Півночі Сумської області (1970, 1971, 1973, 1975), Грузії (1971, 1972, 1974, 1976, 1977, 1979, 1980, 1981, 1983), Краснодарському краї (1972, 1974, 1982, 1983), Азербайджані (1972, 1973, 1976), Арменії (1972), Узбекистані и Таджикистані (1973), Закарпатті (1972), Харківській області.

Зліва направо: В. П. Криволапов (головний зберігач), Ю. Свириденко (співробітник Музею природи), В. Й. Ведмедеря. 80-ті роки

Працював під керівництвом Іллі Сергійовича Даревського над дисертацією присвяченій систематиці гадюк Кавказу, але дисертацію не захистив.
Автор опису трьох нових для науки таксонів — Vipera nikolskii Vedmederja, Grubant et Rudaeva, 1986, Vipera darevskii Vedmederja, Orlov et Tuniyev, 1986, Lacerta clarkorum Darevsky et Vedmederja, 1977.
Внаслідок конфлікту з адміністрацією Музею природи звільнився у 1989 р. і вже за фахом не працював.

## Публікації
1. Грубант В. Н., Рудаева А. В., Ведмедеря В. И. Выращивание молоди гадюки обыкновенной в неволе // Экология. 1972. No 5. С. 85–87.
2. Грубант В. Н., Рудаева А. В., Ведмедеря В. И. О систематической принадлежности черной формы обыкновенной гадюки // Вопросы герпетологии. Л.: Наука, 1973. С. 68–71.
3. Грубант В. Н., Рудаева А. В., Ведмедеря В. И. Перспективный метод выращивания обыкновенной гадюки // Вопросы герпетологии. Л.: Наука, 1973. С. 71–73.
4. Ведмедеря В. И. Новые данные о герпетофауне Аджарии // Вопросы герпетологии. Л.: Наука, 1977. С. 54–55.
5. Ведмедеря В. И. К вопросу о распространении ящерицы живородящей (Lacerta vivipara Jacquin) в Харьковской области по материалам Музея естествознания ХГУ // Вестник Харьковского университета. 1978. No 164. С. 95–97.
6. Даревский И. С., Ведмедеря В. И. Новый вид скальных ящериц группы Lacerta saxicola Eversmann из северо-восточной Турции и сопредельной территории Аджарии // Герпетологический сборник / Тр. Зоол. ин-та АН СССР. Т. 74. 1977. С. 50–54.
7. Бакрадзе М. А., Ведмедеря В. И. Особенности распространения рептилий Малого Кавказа в пределах Грузии (Месхет-Джавахетии) // Некоторые группы животных аридных районов Закавказья. Тбилиси: Мецниереба, 1979. С. 146—156.
8. Ведмедеря В. И., Рудик А. М. Герпетофауна Харьковской области и пути ее охраны // Проблемы охраны природы и рекреационной географии УССР. Тез. докл. респ. науч. конф. «Охрана природы Харьковской области». Харьков, 1979. С. 56–58.
9. Астахова Е. В., Ведмедеря В. И., Колодько К. М., Криволапов В. П., Лизогуб Т. Н., Сидорова Т. В., Дмитренко Г. П., Прядкина Ю. П. О зоологических коллекциях Музея природы ХГУ. Сообщение 1. Типы беспозвоночных: губки кишечнополостные, плоские, круглые, кольчатые черви, моллюски. Классы позвоночных: земноводные, пресмыкающиеся, птицы, млекопитающие // Вестник Харьковского университета. 1980. No 195. С. 92–95.
10. Ведмедеря В. И. О подвидах степной гадюки в СССР // Вопросы герпетологии. Л.: Наука, 1981. С. 29–30.
11. Лисецкий А. С., Кривицкий И. А., Ведмедеря В. И., Рудик А. М., Гудина А. Н., Черников В. Ф. Урочище «Орчик» — уникальный фаунистический комплекс Харьковщины // Вестник Харьковского университета. 1982. No 226. С. 86–91.
12. Ведмедеря В. И. Распространение, изменчивость и особенности экологии кавказской гадюки // Вид и его продуктивность в ареале. Ч. 5. Вопросы герпетологии. Свердловск, 1984. С. 8–9.
13. Ведмедеря В. И. Некоторые данные о лягушках рода Rana в Харьковской области (по материалам Музея природы ХГУ) // Вестник Харьковского университета. 1984. No 262. С. 99–101.
14. Ведмедеря В. И. Систематика гадюк рода Pelias // Вопросы герпетологии. Л.: Наука, 1985. С. 45–46.
15. Ведмедеря В. И., Грубант В. Н., Рудаева А. В. К вопросу о названии черной гадюки лесостепи европейской части СССР // Вестник Харьковского университета. 1986. No 288. С. 83–85.
16. Ведмедеря В. И., Орлов Н. Л., Туниев Б. С. Систематика гадюк комплекса Vipera kaznakowi // Труды Зоол. ин-та АН СССР. 1986. Т. 157. Систематика и экология амфибий и рептилий. С. 55–61.
17. Ведмедеря В. И. Гадюки подрода Pelias // Руководство по изучению земноводных и пресмыкающихся. Киев, 1989. 35–39
18. Ведмедеря В. И. Находка медянки обыкновенной (Coronella austriaca) на территории Деснянско-Старогутского национального природного парка // Вестник зоологии. 2007. Т. 41, No 2. С. 180.
19. Ведмедеря В. И., Зиненко А. И., Гончаренко Л. А. Каталог коллекций Музея природы Харьковского национального университета имени В. Н. Каразина. Змеи (Reptilia: Serpentes). Харьков, 2007. 82 с.